# Memorial JK

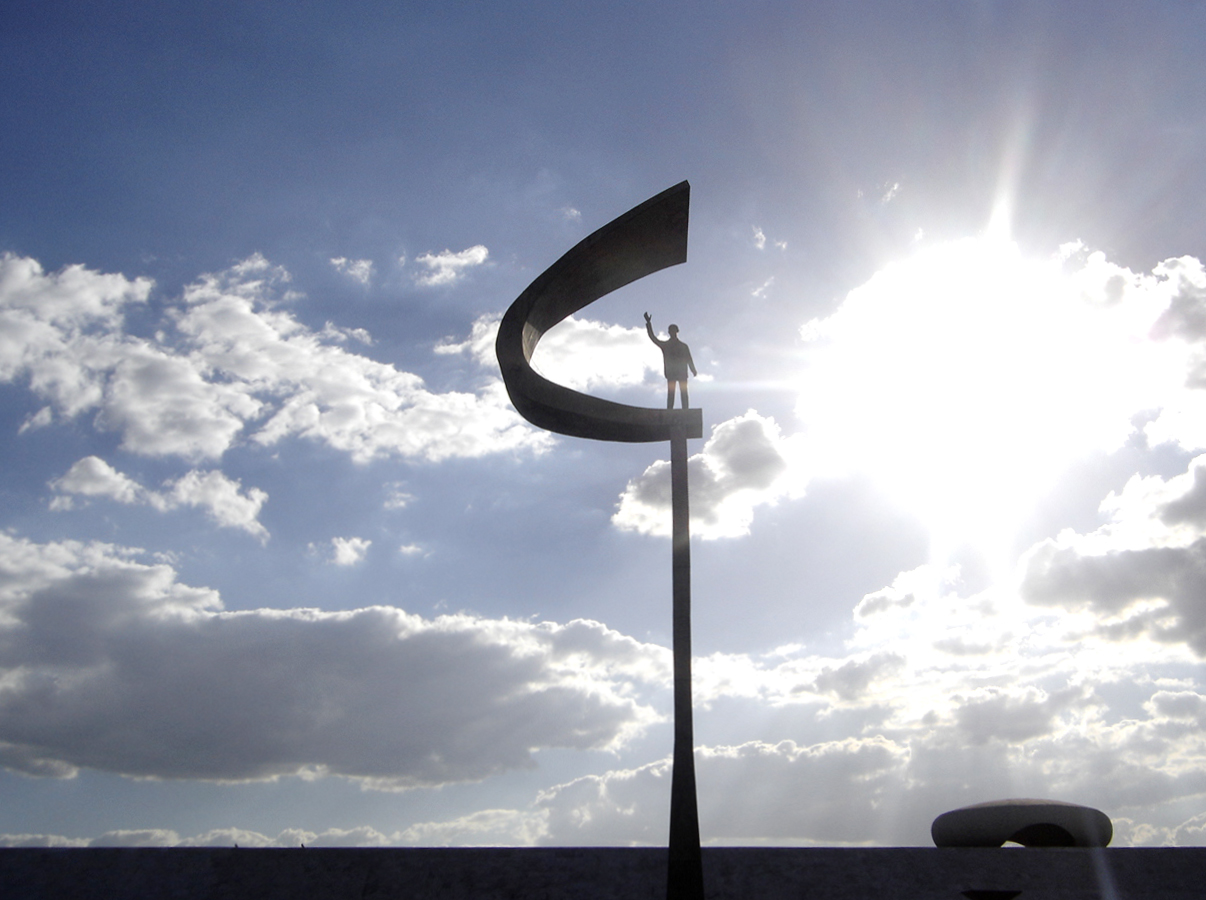
Das Memorial JK in Brasília

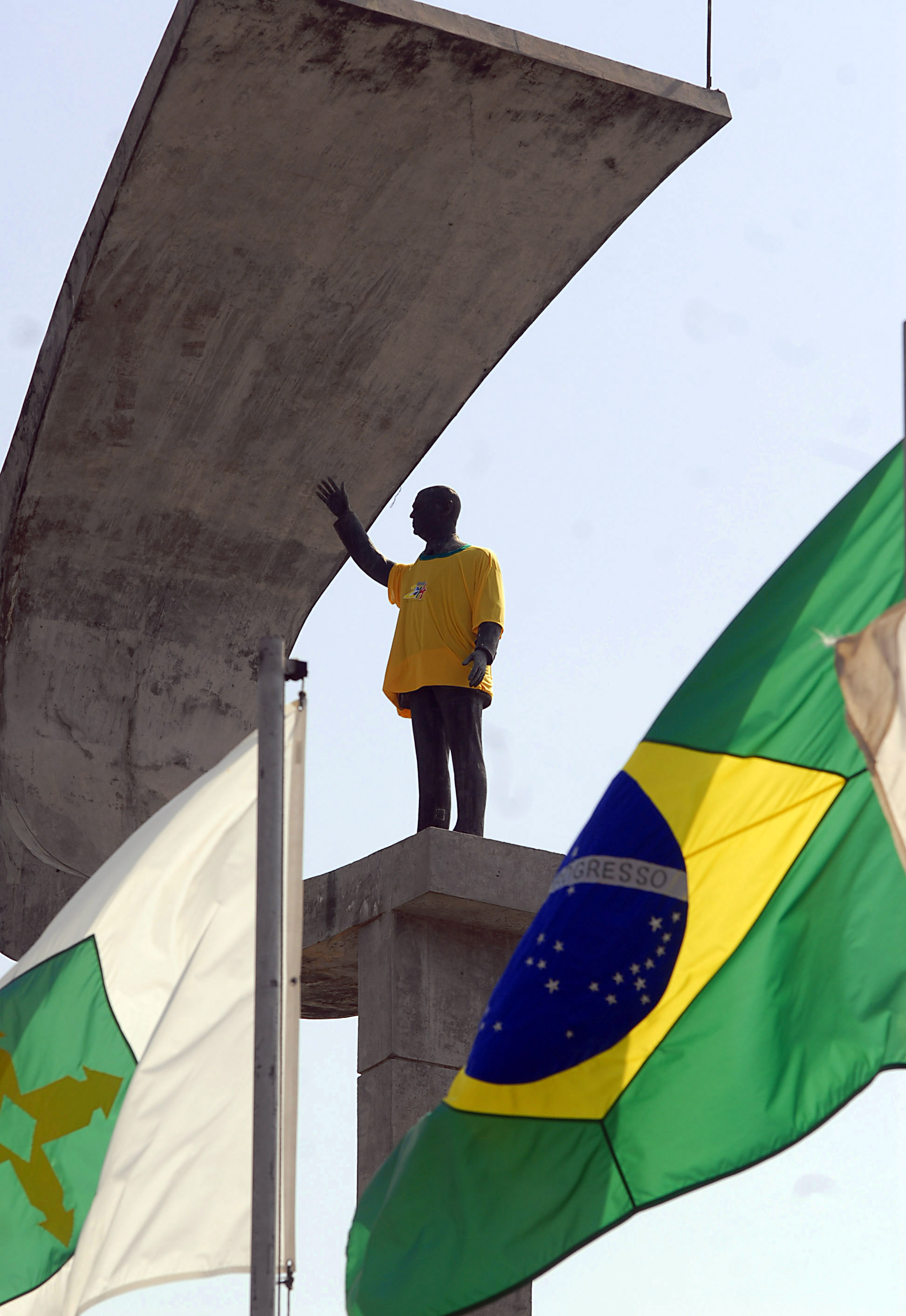
Die Statue des Memorial JK nach der Verkündigung, dass Brasilien die Fußball-Weltmeisterschaft 2014 ausrichten wird

Das Memorial JK ist eine nationale Gedenkstätte auf der Eixo Monumental von Brasília, die an den Präsidenten und Gründer der Hauptstadt Brasilias, Juscelino Kubitschek, erinnern soll. Sie wurde 1981 eingeweiht und von Oscar Niemeyer im modernistischen Stile entworfen.
Auf dem Dach des langgestreckten, monolithischen Gebäudes ohne Fenster befinden sich eine übergroße Statue des Präsidenten (4,5 Meter groß) in einer stilisierten Sichel des Künstlers Honório Peçanha, sowie eine abstrakte künstlerische Form aus einer Betonschale.
Man betritt das Gebäude über eine unterirdische Rampe. Einzige natürliche Lichtquelle ist ein rot gefärbtes Fenstermosaik über dem zentralen Sarkophag mit den sterblichen Überresten des Präsidenten. Neben einer Sammlung von Orden und Auszeichnungen, die Juscelino Kubitschek zeitlebens erhielt, befinden sich einige, ebenfalls von Oscar Niemeyer entworfene Ledersitzgruppen.
Es ist unter der Nummer 1550-T-2007 beim Instituto do Patrimônio Histórico e Artístico Nacional (IPHAN) als Kulturdenkmal eingetragen.

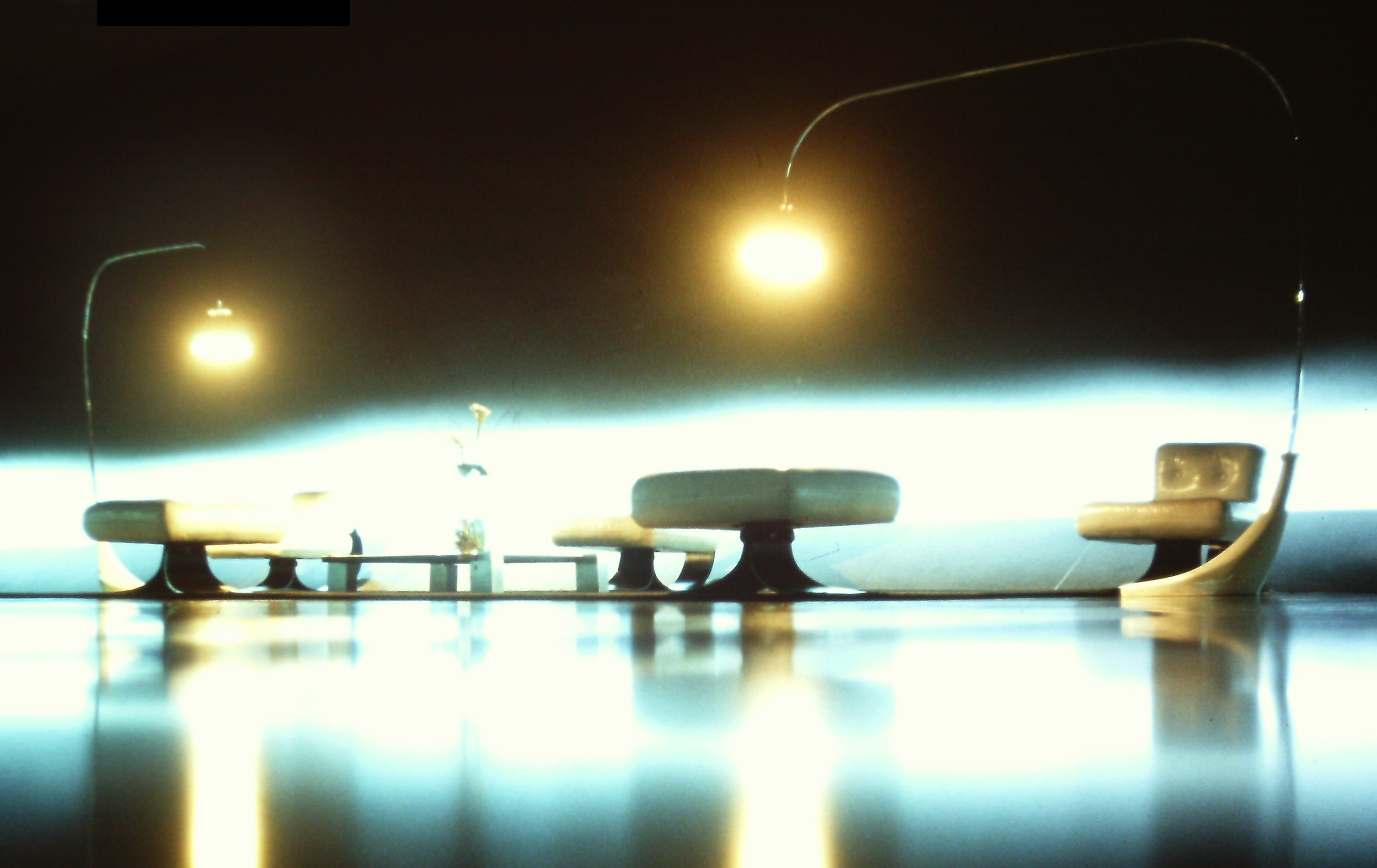
Von Niemeyer entworfe Sitzgruppen vor dem Mausoleum (1994)
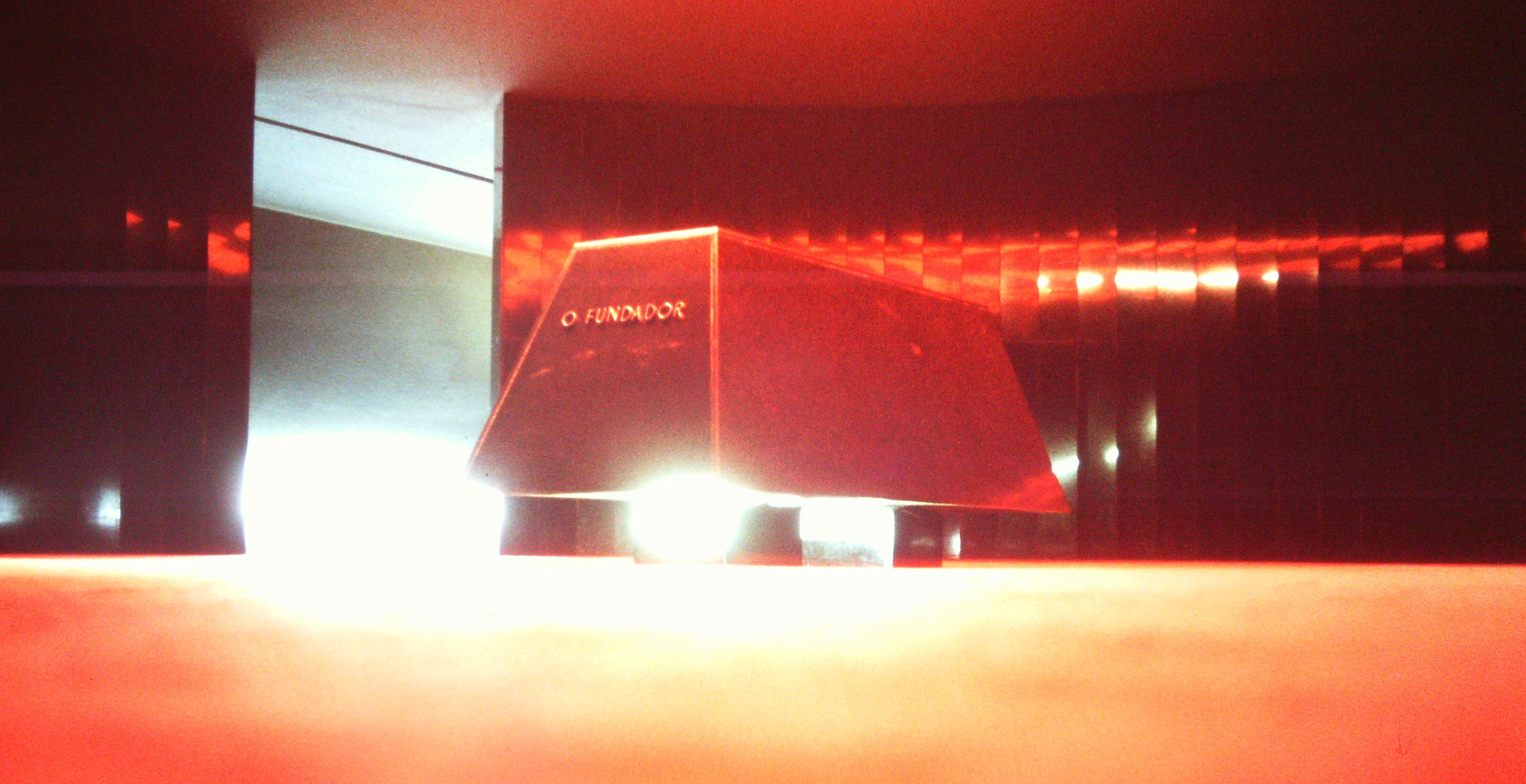
Sarg mit der Inschrift "Der Gründer" (1994)